# Jeannette Vermeersch
Pour les articles homonymes, voir Vermeersch.
Jeannette Vermeersch, de son vrai nom Julie Marie Vermeersch, née le 26 novembre 1910 à La Madeleine (Nord) et morte le 5 novembre 2001 à Callian (Var), est une femme politique française. Elle est également connue sous le nom de Jeannette Thorez-Vermeersch.
Compagne (1932-1947) puis épouse (1947-1964) de Maurice Thorez, secrétaire général du Parti communiste français, elle est députée puis sénatrice de la Seine entre 1945 et 1968.

## Biographie
Née dans une famille d'ouvriers du Nord — le père est docker et la mère ouvrière du textile —, Jeannette Vermeersch est la plus jeune d'une fratrie de neuf enfants. Dès l'âge de onze ans, elle entre dans la vie active, d'abord placée comme servante chez un marchand de vins, puis dans une famille bourgeoise. En 1921, elle travaille comme ouvrière dans une usine de textiles, tout en continuant à assurer des ménages après ses heures de travail à l'usine.

### Débuts en politique
Son engagement syndical et politique commence en 1927. Elle adhère à la CGTU, à la Jeunesse communiste puis au Parti communiste. En 1929, elle est désignée pour aller avec une délégation d'ouvriers du textile à la découverte de l'Union soviétique. Elle rejoint la capitale russe malgré l'opposition de ses parents, avec un faux passeport. Jeannette Vermeersch choisit de rester plusieurs mois à Moscou, travaillant à l'Internationale syndicale rouge. Elle y rencontre pour la première fois Maurice Thorez venu assister au XVIe congrès du PCUS en 1930.

### Rencontre avec Maurice Thorez

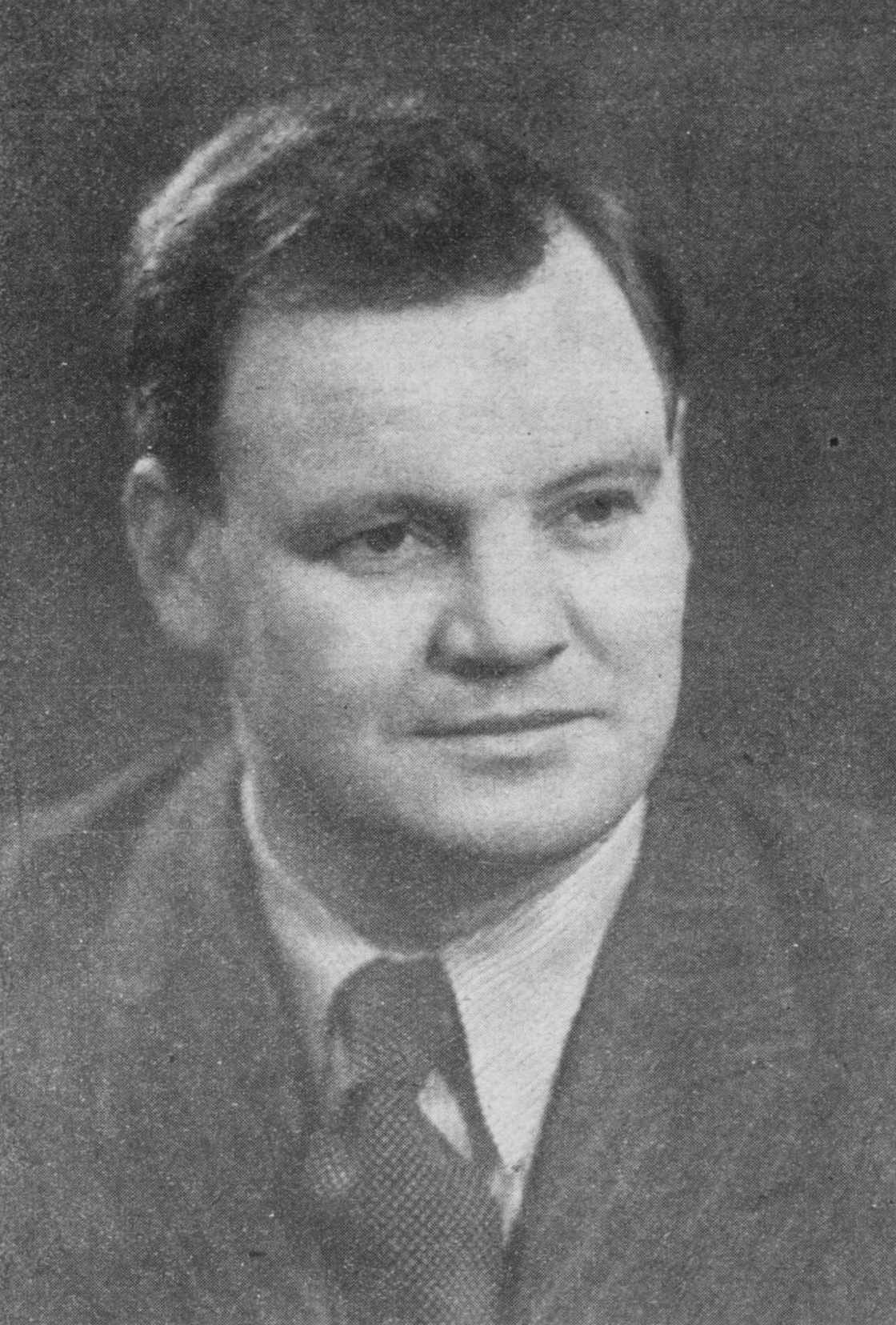
Maurice Thorez.

Jeannette Vermeersch devient membre du secrétariat de la Jeunesse communiste du Nord, puis de la direction nationale de la JC en 1932. À cette date, elle devient permanente du parti et se rapproche de Maurice Thorez. Ils vivent en couple en 1934 et ont trois fils : Jean, né en 1936, Paul, né en 1940 à Moscou, et Pierre, né en 1946. Ils se marient le 17 septembre 1947.

### Activité au Parti communiste
Sur le plan politique, Jeannette Vermeersch remplit des missions tout en restant un peu en retrait, organisant par exemple, sous la direction de Jacques Duclos, un congrès extraordinaire des Jeunesses communistes en 1933, afin de reprendre en main une direction soupçonnée de dérive « avant-gardiste ». Appartenant au secrétariat national de la Jeunesse communiste, elle travaille aussi, avec Danielle Casanova et Claudine Chomat, à une nouvelle organisation de jeunesse voulue par le Parti, l'Union des jeunes filles de France. Après l'éclatement de la guerre d'Espagne en 1936, elle se consacre aussi, en plus de ses autres responsabilités, à la mise sur pied d'un réseau de solidarités envers le camp républicain espagnol, chapeautant l'envoi de vivres et de matériels divers et organisant l'accueil des réfugiés politiques sur le sol français, au travers du réseau communiste présent jusque dans de petites bourgades de France.
Au début de la Seconde Guerre mondiale, le 2 octobre 1939, elle accompagne Mounette Dutilleul venue à Chauny porter à Maurice Thorez la consigne de désertion, transmise par Eugen Fried en provenance de l'IC. Conduits par Alphonse Pelayo, ils partent ensemble vers le Nord, mais passent séparément la frontière belge. Jeannette Vermeersch et son fils Jean rejoignent Maurice Thorez dans une datcha à Moscou en novembre 1939, rejoints quelques mois plus tard par Arthur Ramette et Raymond Guyot.

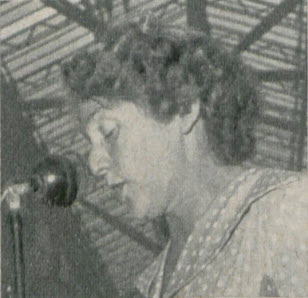
Jeannette Vermeersch à Marseille en juin 1949 pour le 3e congrès de l'Union des femmes françaises.

Après le retour en France en 1945, Jeannette Vermeersch est élue députée au sein de l'Assemblée constituante qui siège du 21 octobre 1945 au 5 mai 1946, jusqu'au rejet du premier projet de constitution par référendum. Elle compte parmi les premières femmes députées. Elle sera ensuite réélue députée sans interruption jusqu'en 1958. Elle fait partie d'abord de la commission du travail et de la sécurité sociale, puis à partir de 1948 et jusqu’en 1951, elle intègre aussi la commission de la famille, de la population et de la santé publique, pour ne plus siéger que dans celle-ci de 1951 à 1958. Elle prend position de façon répétée sur les questions sociales, notamment sur le travail des domestiques, l'égalité des salaires entre hommes et femmes, déposant de nombreuses propositions de loi. Elle est ensuite sénatrice de 1959 à 1968.
En 1950, année où Maurice Thorez est frappé d'hémiplégie et part se faire soigner en URSS jusqu'en 1953, Jeannette Vermeersch fait son entrée au Bureau politique du Parti communiste français, où elle siègera jusqu'en 1968. Pendant la période de convalescence de son mari, Jeannette Vermeersch assure la liaison entre lui et le Bureau politique, jouant un rôle de premier plan dans la dénonciation des rivaux, réels ou supposés, de Thorez : André Marty et Charles Tillon.

### Opposition au contrôle des naissances et à l'avortement
En 1956, Jeannette Vermeersch, s'exprimant en tant que vice-présidente de l'Union des femmes françaises prend parti contre le « contrôle des naissances » : « Le "Birth control", la maternité volontaire, est un leurre pour les masses populaires, mais c'est une arme entre les mains de la bourgeoisie contre les lois sociales ». Cette position va à l'encontre de celles de nombreux militants, notamment dans les milieux médicaux. Thorez prend parti pour Jeannette en condamnant les thèses néo-malthusiennes,.
Dans L'Humanité du 2 mai 1956, Maurice Thorez déclare à Jacques Derogy à propos de l'avortement : « Au lieu de vous inspirer des idéologies de la grande et petite bourgeoisie, vous auriez mieux fait de méditer l'article que Lénine a consacré au néomalthusianisme… Le chemin de la libération de la femme passe par les réformes sociales, la révolution sociale et non par les cliniques d'avortement. ». Deux jours plus tard, Jeannette Vermeersch déclare à propos de l'avortement : « Depuis quand les femmes travailleuses réclameraient le droit d'accéder aux vices de la bourgeoisie ? Jamais ! ».
Selon Jacques Derogy, cette opposition était destinée à écarter la remise en cause de Staline : « Tant qu'on discutera règles et fausses couches, on laissera Staline tranquille », aurait déclaré Jeannette Vermeersch à Dominique Desanti.
Ainsi, c'est une dizaine d'années plus tard, au Sénat en 1965, qu'elle approuve et signe une proposition de loi qui vise à abroger les lois réprimant l'avortement et la propagande anticonceptionnelle et à réglementer la commercialisation des moyens anticonceptionnels. La même année, elle vote pour la loi Neuwirth relative à la régulation des naissances.

### Soutien indéfectible de la vision stalinienne

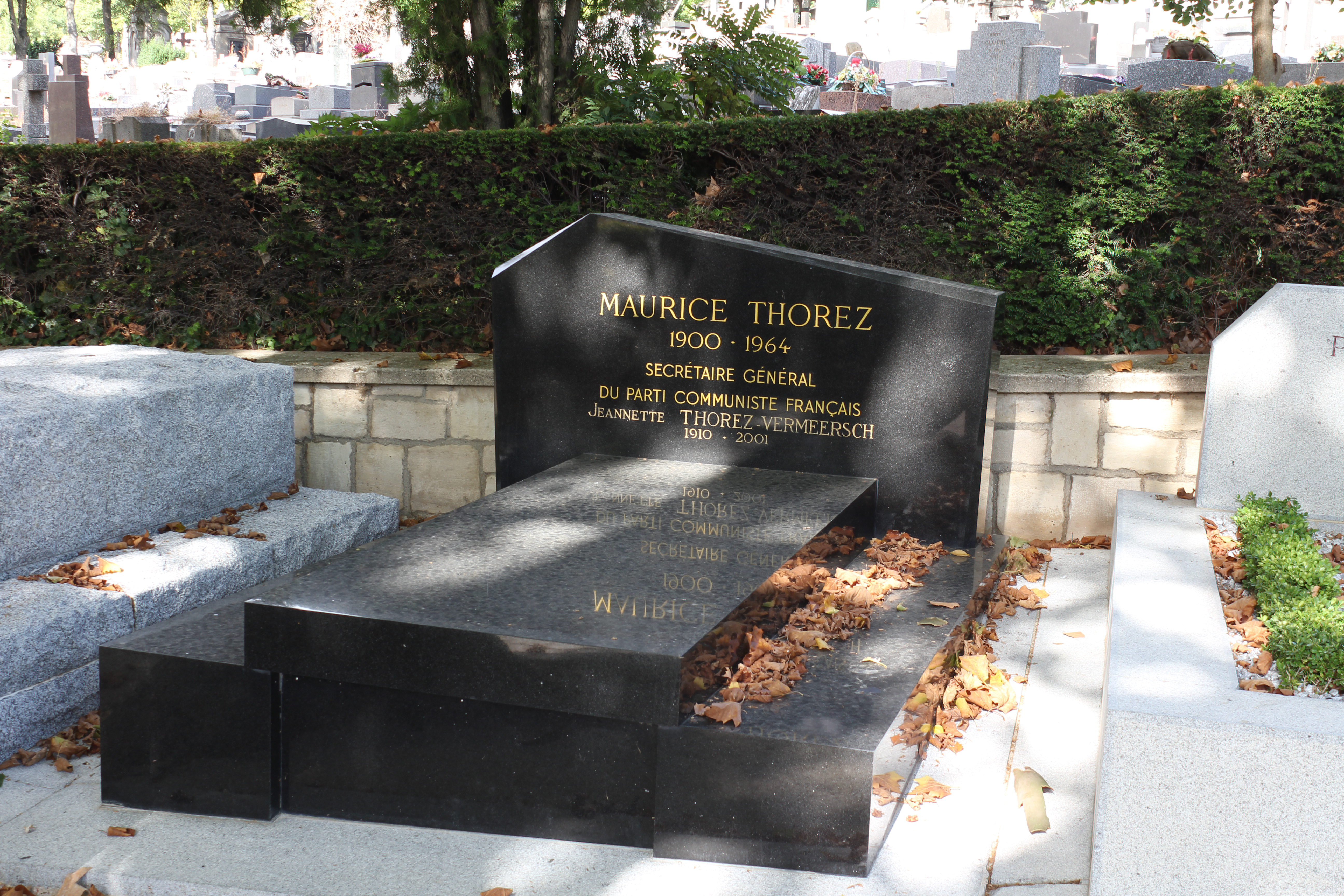
Tombe au cimetière du Père-Lachaise.

Après la mort de Thorez en 1964, elle est souvent très critique à l'égard de la nouvelle direction, menée par le secrétaire général Waldeck Rochet, et préfère démissionner du Bureau politique en 1968, après que celui-ci eut manifesté sa désapprobation de l'intervention des troupes du Pacte de Varsovie en Tchécoslovaquie pour mettre un terme au « Printemps de Prague ». Elle met fin par la même occasion à sa carrière politique, tout en restant militante de base, en renouvelant son adhésion au Parti communiste jusqu'à sa mort. Ses rares interventions dans la presse sont pour critiquer l'action de Georges Marchais[réf. nécessaire]. Elle se retire à Callian (Var) dans sa maison dont le terrain avait été offert au couple Thorez par Nadia Léger.
Dans un entretien accordé au Figaro en 1998, elle déclare que Staline « était quelqu'un de raisonnable […], un grand homme, un véritable combattant » et ajoute que « 85 millions de morts à cause des communistes, c'est un terrible mensonge » auquel elle ne « croi[t] pas ».
Après sa crémation, ses cendres sont transférées à Paris, au cimetière du Père-Lachaise, dans le caveau de Maurice Thorez. À l'occasion de sa mort, les dirigeants du PCF Robert Hue (président du parti) et Marie-George Buffet (secrétaire nationale et ministre de la Jeunesse et des Sports) soulignent que, s'ils étaient restés en désaccord avec la défunte sur de nombreux points, ils tenaient à saluer la fidélité à ses convictions et la permanence de son engagement[réf. souhaitée].
Jeannette Vermeersch a également fait usage, à partir de 1950, du nom « Jeannette Thorez-Vermeersch », mais est habituellement connue, notamment au sein du Parti communiste français, sous son pseudonyme historique. Elle n'a jamais utilisé l'appellation « Jeannette Thorez ».

## Détail des mandats et fonctions

### Fonctions syndicales et partisanes
- 1930 - 1931 : membre du secrétariat des Jeunesses communistes du Nord ;
- 1931 - 1932 : membre de la commission nationale des jeunes syndiqués de la CGTU ;
- 1932 - 1937 : membre du bureau national des Jeunesses communistes ;
- 1936 - 1939 : codirectrice de l'Union des jeunes filles de France ;
- 1945 - 1974 : vice-présidente de l'Union des femmes françaises ;
- 1950 - 1968 : membre du bureau politique du Parti communiste français.

### Mandats électifs
- 1945 - 1946 : députée de la Seine (première Assemblée constituante) ;
- 1946 - 1946 : députée de la Seine (seconde Assemblée constituante) ;
- 1946 - 1951 : députée de la Seine (élue dans la 2e circonscription) ;
- 1951 - 1956 : députée de la Seine (idem) ;
- 1956 - 1958 : députée de la Seine (idem) ;
- 1959 - 1968 : sénatrice de la Seine.

## Œuvres
- Jeannette Thorez-Vermeersch, Vers quels lendemains ? : de l'internationalisme à l'eurocommunisme, Hachette, coll. « Hachette-Essais », Paris, 1979, 204 p.  (ISBN 2-01-006694-4)
- Jeannette Thorez-Vermeersch, la Vie en rouge : mémoires, Belfond, Paris, février 1998, 242 p.  (ISBN 2-7144-3515-7)

## Sources
- Les papiers personnels de Jeannette Vermeersch et de Maurice Thorez sont conservés aux Archives nationales, site de Pierrefitte-sur-Seine, sous la cote 626AP : inventaire du fonds.